# Eudemos (General)

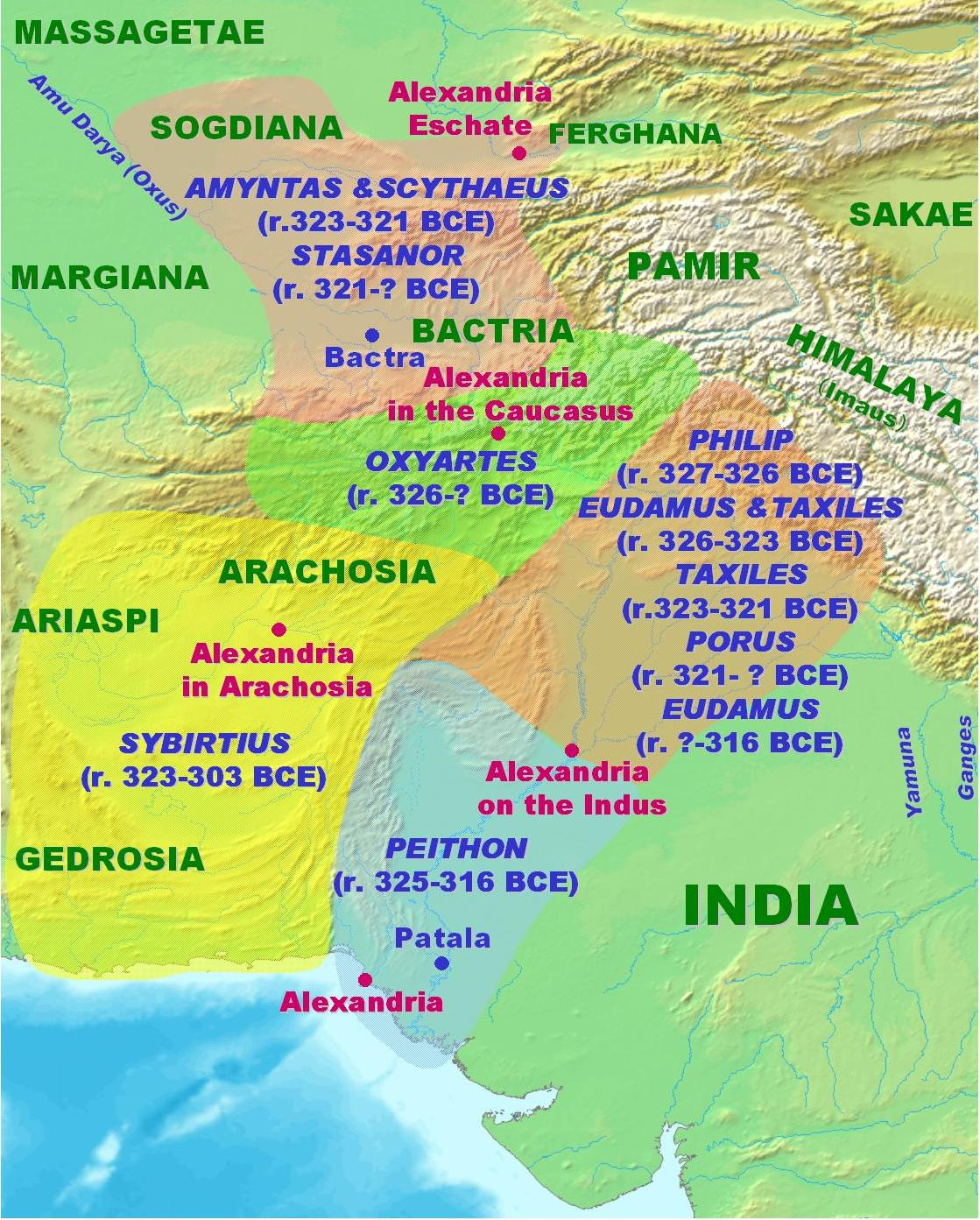
Die zwei „indischen Satrapien“ des Alexanderreichs.

Eudemos (altgriechisch Εὔδημος Eúdēmos) bzw. Eudamos († 316 v. Chr.) war ein Offizier Alexanders des Großen und einer seiner Diadochen.
Eudemos nahm am Asienfeldzug Alexanders als Befehlshaber (taxiarchos) einer Abteilung thrakischer Krieger teil. Vermutlich wurde er bereits 326 v. Chr. mit seinen Thrakern in der nordindischen Provinz als Offizier des Satrapen Philippos zurückgelassen. Dieser wurde noch im selben Jahr von meuternden Söldnern ermordet, worauf Eudemos dort eingesetzt wurde. Alexander ordnete an, dass er und der lokale indische König Taxiles gemeinsam das Gebiet verwalten sollten.
Taxiles und Poros erhielten infolge der Reichsordnung von Babylon nach Alexanders Tod 323 v. Chr. ihre Königreiche offiziell zurück. Auf der Konferenz von Triparadeisos 320 v. Chr. wurde diese Ordnung von den Siegern des ersten Diadochenkrieges bestätigt. Eudemos blieb aber offenbar militärischer Kommandeur in dieser Region.
Von Taxiles wurde danach nichts mehr berichtet. Nach gängiger Forschungsmeinung (beruhend auf den Quellen) war Eudemos 317 v. Chr. in der Ermordung des Poros involviert, aus dessen Heer er sich 120 Kriegselefanten aneignete. Otto Stein nahm aber an, dass in den Quellen Aussagen zu Poros und Taxiles vertauscht wurden; demnach sei nicht Poros, sondern Taxiles von Eudemos ermordet worden. Vielleicht vertrieb Eudemos auch Peithon aus dessen südindischer Satrapie, womit er sich als alleiniger Herrscher am Indus durchgesetzt haben sollte. Mit seinen Kriegselefanten sowie 300 Infanteristen und 500 Berittenen schloss er sich dem Heer des Eumenes von Kardia für den Kampf gegen Antigonos Monophthalmos an. In der Schlacht von Paraitakene kommandierte er den linken Flügel des Eumenes. In der Schlacht von Gabiene 316 v. Chr. aber wurde Eudemos von Antigonos gefangen genommen und hingerichtet.
Die indischen Satrapien wurden danach nicht mehr vergeben, wohl weil sich dort die makedonischen Herrschaftsstrukturen aufgelöst und die lokalen indischen Dynasten unabhängig gemacht hatten. In den nachfolgenden Jahren geriet das Industal unter die Herrschaft des Maurya-Reichs.